# Guzmania izkoi
Guzmania izkoi är en gräsväxtart som beskrevs av José Manuel Manzanares och Walter Till. Guzmania izkoi ingår i släktet Guzmania och familjen Bromeliaceae. Inga underarter finns listade i Catalogue of Life.